# Hansainvest
Hansainvest (Eigenschreibweise HANSAINVEST) ist eine Kapitalverwaltungsgesellschaft. Die Hanseatische Investment-GmbH wurde 1969 gegründet. Die Hamburger Gesellschaft ist Teil der Signal Iduna Gruppe und erbringt als Service-KVG für Real Assets und Financial Assets Dienstleistungen rund um die Administration von liquiden und illiquiden Assetklassen. Der Hauptsitz befindet sich in Hamburg, zudem ist das Unternehmen mit einer Niederlassung in Frankfurt am Main präsent. Über eine eigene Tochter ist die Gesellschaft zudem am Standort Luxemburg aktiv. Etwa 360 Mitarbeiter betreuen mehr als 335 Publikums- und über 175 Spezialfonds mit Vermögenswerten von über 60 Milliarden Euro. (Stand: 31. Dezember 2023)

## Geschäftsfeld
In der Fondsadministration liquider und illiquider Asset-Klassen bietet die Kapitalverwaltungsgesellschaft als Service-KVG ihre Leistungen in der Auflegung und Administration für Immobilien- und Wertpapierfonds externen Vermögensverwaltern und Initiatoren an. Mit der Einführung des Kapitalanlagegesetzbuchs (KAGB) erweiterte sie im Frühjahr 2014 ihr Dienstleistungsangebot um die Verwaltung geschlossener Fonds.

## Geschichte
Im Bereich der Finanzdienstleistungen eröffnete die IDUNA Leben im Jahr 1969 einen neuen Geschäftszweig und gründete gemeinsam mit der Vereinsbank Hamburg die Hansainvest. Hauptmotiv waren die tiefgreifenden Veränderungen auf dem deutschen Investmentmarkt. Das Mittelaufkommen deutscher und ausländischer Investmentfonds verzeichnete seit 1967 Zuwachsraten, die weit über denen im Lebensversicherungsgeschäft lagen. Neue Angebote wie Sparpläne, Aufbaukonten und Entnahmepläne kamen auf den Markt, teilweise kombiniert mit Risikoversicherungen. An dem wachsenden Investmentmarkt wollten die Gründer teilhaben. Seit 1991 ist die Hansainvest eine 100%ige Tochter der SIGNAL IDUNA Gruppe.
Im Fokus des Fondsangebots standen zunächst die Rentenmärkte, im Januar 1988 erfolgt dann mit dem HANSAimmobilia der Start im Markt der offenen Immobilienfonds. In den 1990er-Jahren wurde das Angebot dann mit europäischen Aktien und Rentenwerten (1992), einem Geldmarktfonds (1994), einem Altersvorsorgefonds (1998) und einem Dachfonds (1999) erweitert. Im Jahr 2002 übernahm die Hansainvest sämtliche Immobilienaktivitäten der SIGNAL IDUNA Gruppe. Im selben Jahr trat die Gesellschaft erstmals als Service-KVG in Erscheinung und administriert seitdem Fonds für Dritte. So erfolgte im Jahr 2004 die Auflage des ersten deutschen Dach-Hedgefonds, gefolgt von der Auflegung eines Immobilienfonds als erste deutsche Service-KVG. Weitere Innovationen war die Auflegung des ersten deutschen Goldfonds (2009) und des ersten deutschen Mikrofinanzfonds (2011).
Seit dem Jahr 2014 darf die Hansainvest als Service-KVG zudem geschlossene Investmentfondsvermögen administrieren. Ebenfalls im Jahr 2014 erfolgte die Ausweitung im Bereich Real Assets um Investments in verschiedenste Infrastruktur-Projekte.

## Auszeichnungen
Der Private Banker zeichnete die Hansainvest in den Jahren 2014, 2015, 2016 und 2018 als „Beste Service-KVG“ Deutschlands aus. Bei der regelmäßig stattfindenden Umfrage des Magazins unter Vermögensverwaltern landete die Hansainvest jeweils auf Platz 1. Die HANSAINVEST erhielt im Dezember 2020 vom Fachmagazin TiAM, als Teil des Finanzenverlags, die Auszeichnung „Beste Service-KVG“.